# 罗妮·麦斯特森
罗妮·麦斯特森（英語：Ronnie Masterson，1926年4月4日—2014年2月10日），是一名爱尔兰演员，出生于都柏林。1965年开始演艺生涯，她还是老码头制片公司（Old Quay Productions）创始人之一。
2014年2月10日，她因病去世。